# Ropalodontus armifrons
Ropalodontus armifrons es una especie de coleóptero de la familia Ciidae.

## Distribución geográfica
Habita en Sidi Bel Abbes y Orán (Argelia).